# H-2 Mieszko
H-2 „Mieszko” – polski uniwersalny holownik projektu B860, zaprojektowany w Polsce i zbudowany w stoczni Remontowa Shipbuilding w Gdańsku, jako trzecia jednostka z serii sześciu zamówionych przez Inspektorat Uzbrojenia MON. Jednostka służy w 3 Flotylli Okrętów Marynarki Wojennej.

## Budowa i służba
Chrzest statku odbył się 8 lipca 2019 w stoczni Remontowa Shipbuilding w Gdańsku. Matką chrzestną była Magdalena Śniadecka, dyrektorka Szkoły Podstawowej im. Wiceadmirała Józefa Unruga w Laskach Wielkich (województwo kujawsko-pomorskie). W uroczystości udział wzięli m.in. kontradmirałowie Krzysztof Zdonek, Krzysztof Olejniczak i Krzysztof Sowa. Procedura wodowania z użyciem żurawia pływającego Conrad Consul trwała około godziny. 9 czerwca 2020 holownik wypłynął na próby morskie. 15 lipca 2020 Marynarka Wojenna odebrała holownik który 14 sierpnia wszedł w skład Dywizjonu Okrętów Wsparcia w Gdyni należącego do 3. Flotylli Okrętów.

## Dane taktyczno - techniczne
Holownik ma 29,2 m długości i szerokość wynoszącą 10,4 m. Wyporność holownika wynosi 490 ton, natomiast uciąg jest szacowany na ponad 35 ton. Jednostkę napędzają dwa silniki wysokoprężne, każdy o mocy 1200 kW, pracujące na dwa pędniki azymutalne. Załoga holownika liczy 10 ludzi. Holownik nie będzie prowadził działań wyłącznie holowniczych w strukturach sił Marynarki Wojennej. Inne zadania to: podejmowania z wody materiałów niebezpiecznych i torped, transport osób i zaopatrzenia oraz neutralizacja zanieczyszczeń. Dodatkowo: przy wsparciu akcji ratowniczych, wsparciu logistycznym na morzu i w portach oraz wykonywaniu działań związanych z ewakuacją techniczną. Ostatnim z wykonywanych przez holowników zadań jest zabezpieczenie bojowe.